# Liste des musées du Cher
La liste des musées du Cher présente les musées du département français du Cher, en région Centre-Val de Loire.

## Argent-sur-Sauldre
- Musée des Métiers d'Antan : installé dans le château de Saint-Maur[1].

## Avord
- Pôle aéronautique d'Avord : ouvert le samedis de 9h à 12h et sur demande[2],[3].

## Bourges
En 2023, une réflexion est menée vis-à-vis des musées de Bourges qui connaissent à cette date des problèmes récurrents de locaux.
- Musée des arts décoratifs (Label Musée de France) : Installé dans l'Hôtel Lallemant depuis 1951, il présente divers meubles et objets des XVe au XVIIIe siècles[5],[6].
- Musée des Meilleurs Ouvriers de France (Label Musée de France) : Musée présentant les métiers de l’artisanat, du commerce et de l’industrie dans l’ancien Palais archiépiscopal depuis 1995[7].
- Musée du Berry (Label Musée de France) : Créé en 1834, c'est un musée d'arts et d'archéologie, installé dans l'Hôtel Cujas depuis 1891[8].
- Musée Estève (Label Musée de France) : Musée consacré à l'artiste Maurice Estève (1904-2001)[9], il est installé dans l'Hôtel des Échevins depuis 1987.
- Muséum d'histoire naturelle (Label Musée de France) : Créé en 1927.
- Musée de la Résistance et de la Déportation : Ouvert depuis 2010, c'est un lieu de mémoire consacré à la période de la Seconde Guerre mondiale, quand le département du Cher était divisé en deux. Un important fonds d'archives est également disponible[10].

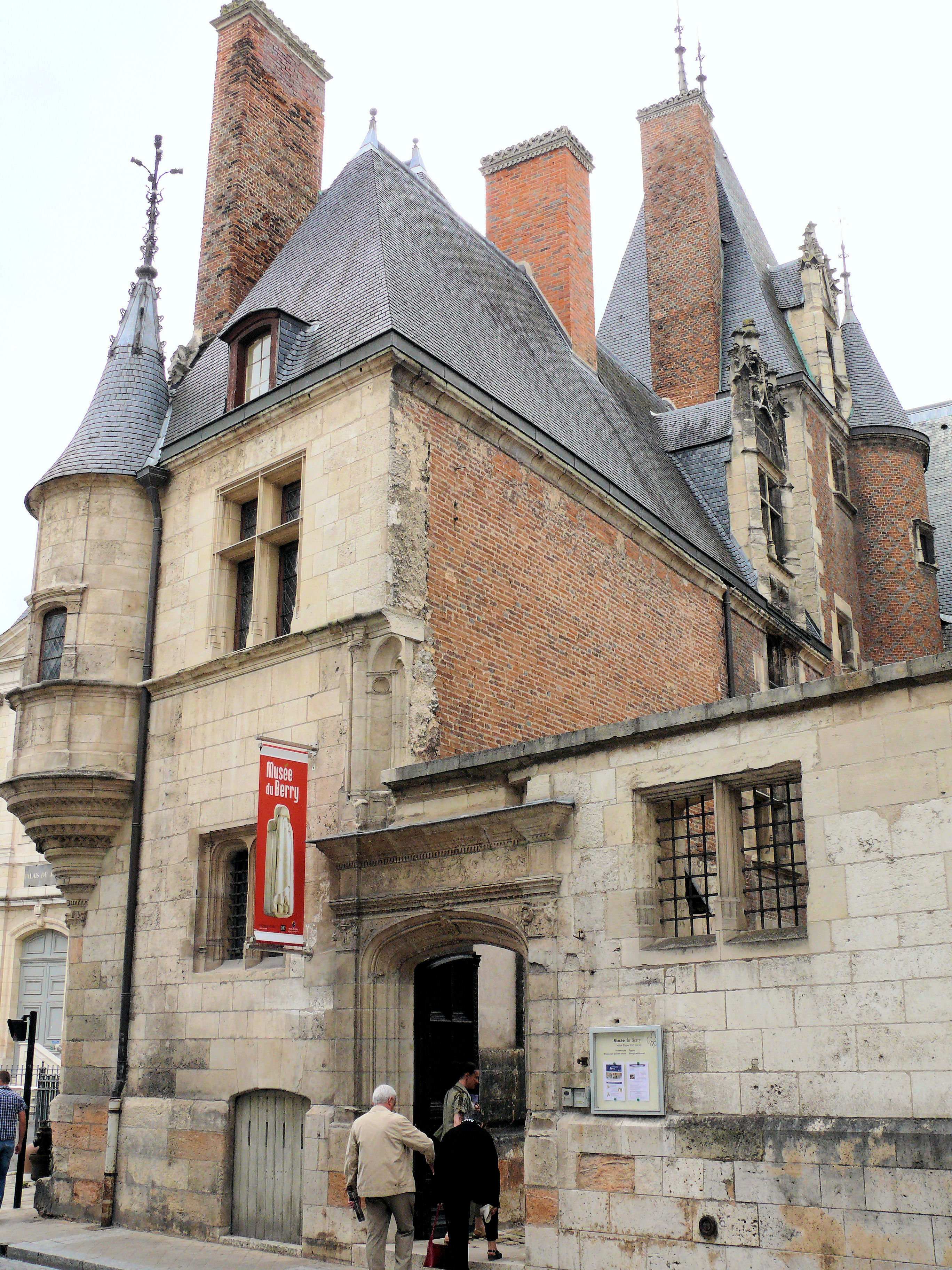
Musée du Berry.
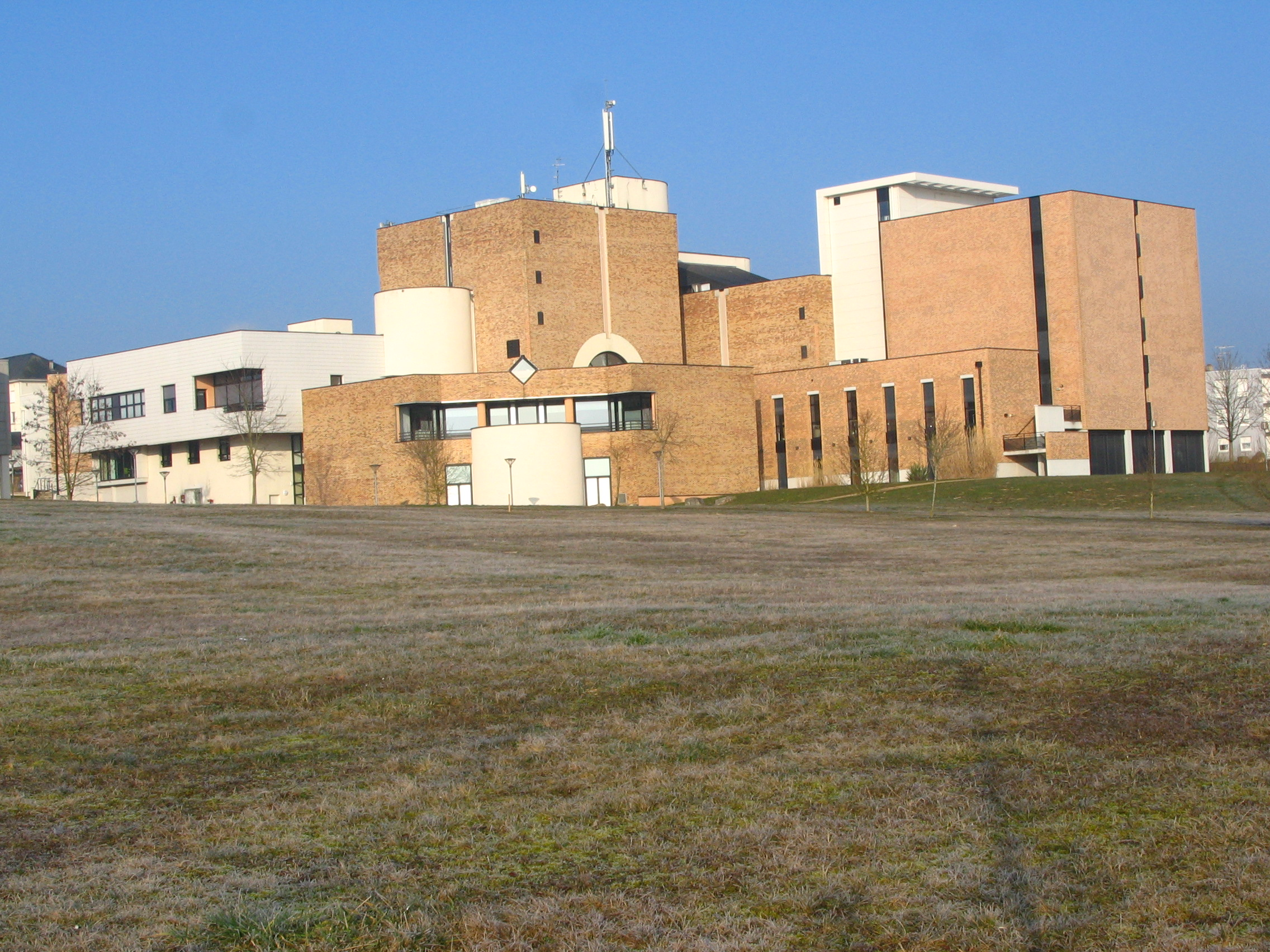
Musée de la Résistance et de la Déportation.
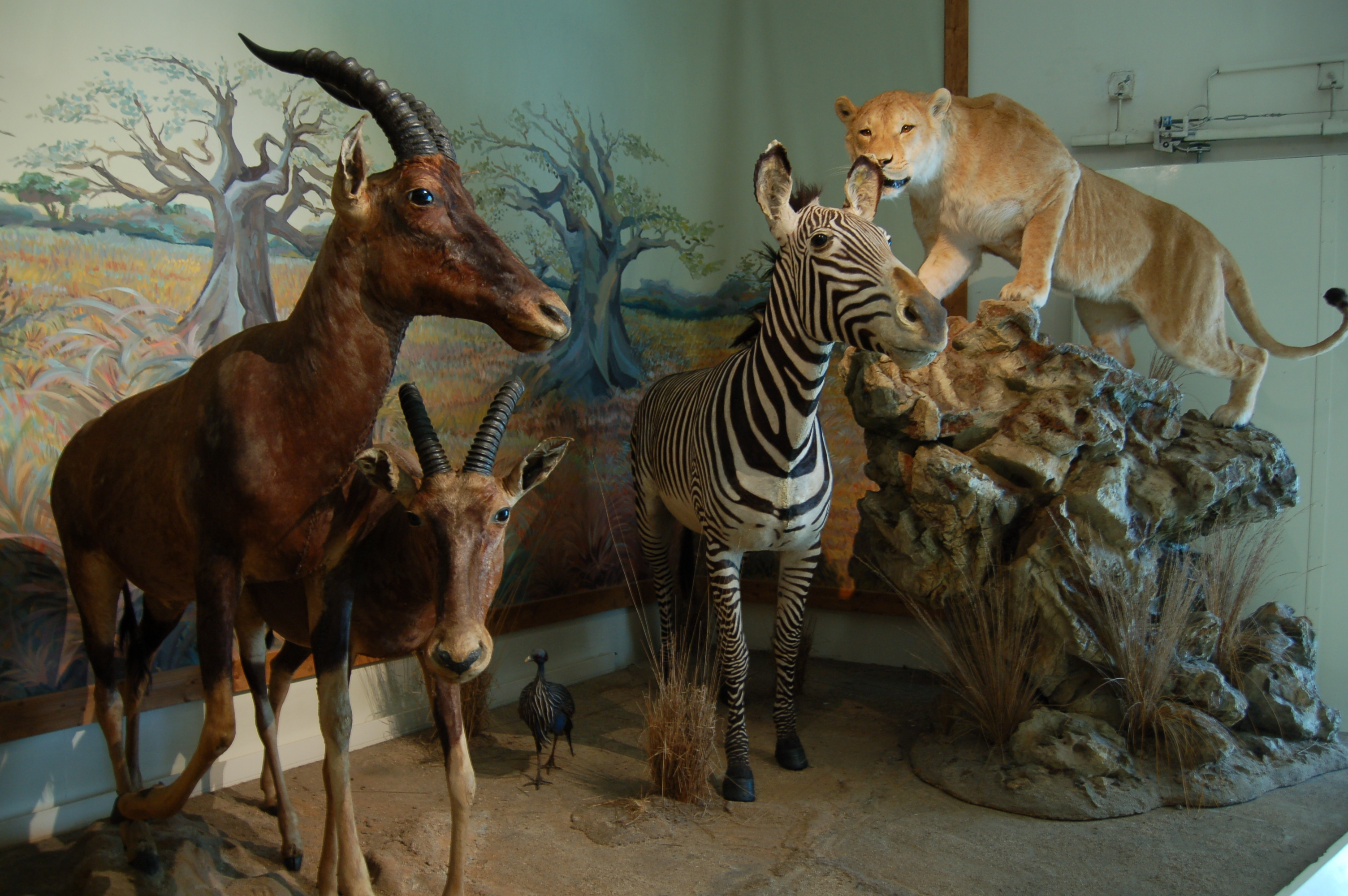
Muséum d'histoire naturelle.
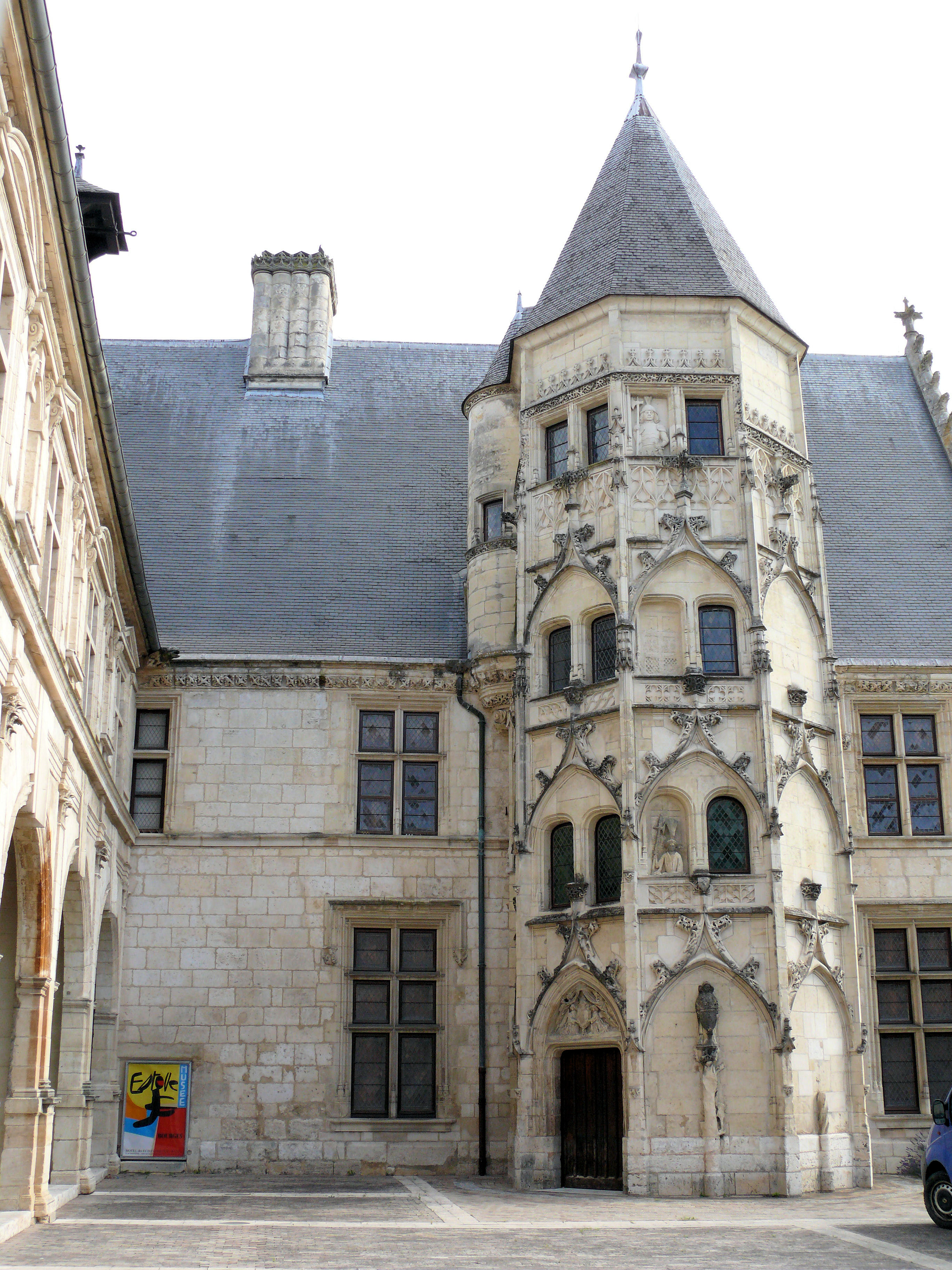
Musée Estève.
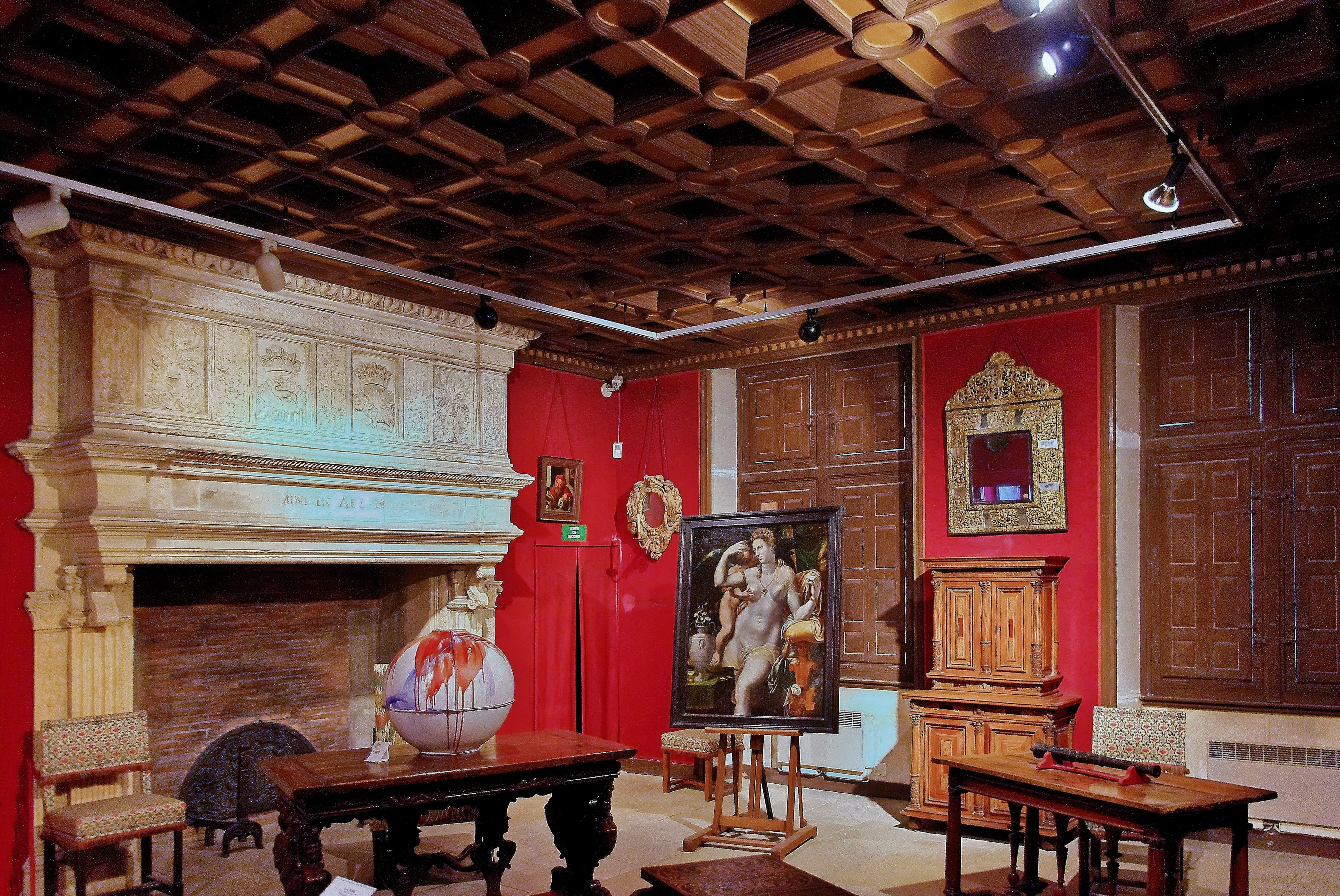
Musée des arts décoratifs.

## Châteaumeillant
- Musée Émile-Chénon (Label Musée de France) : Musée archéologique ouvert en 1961.

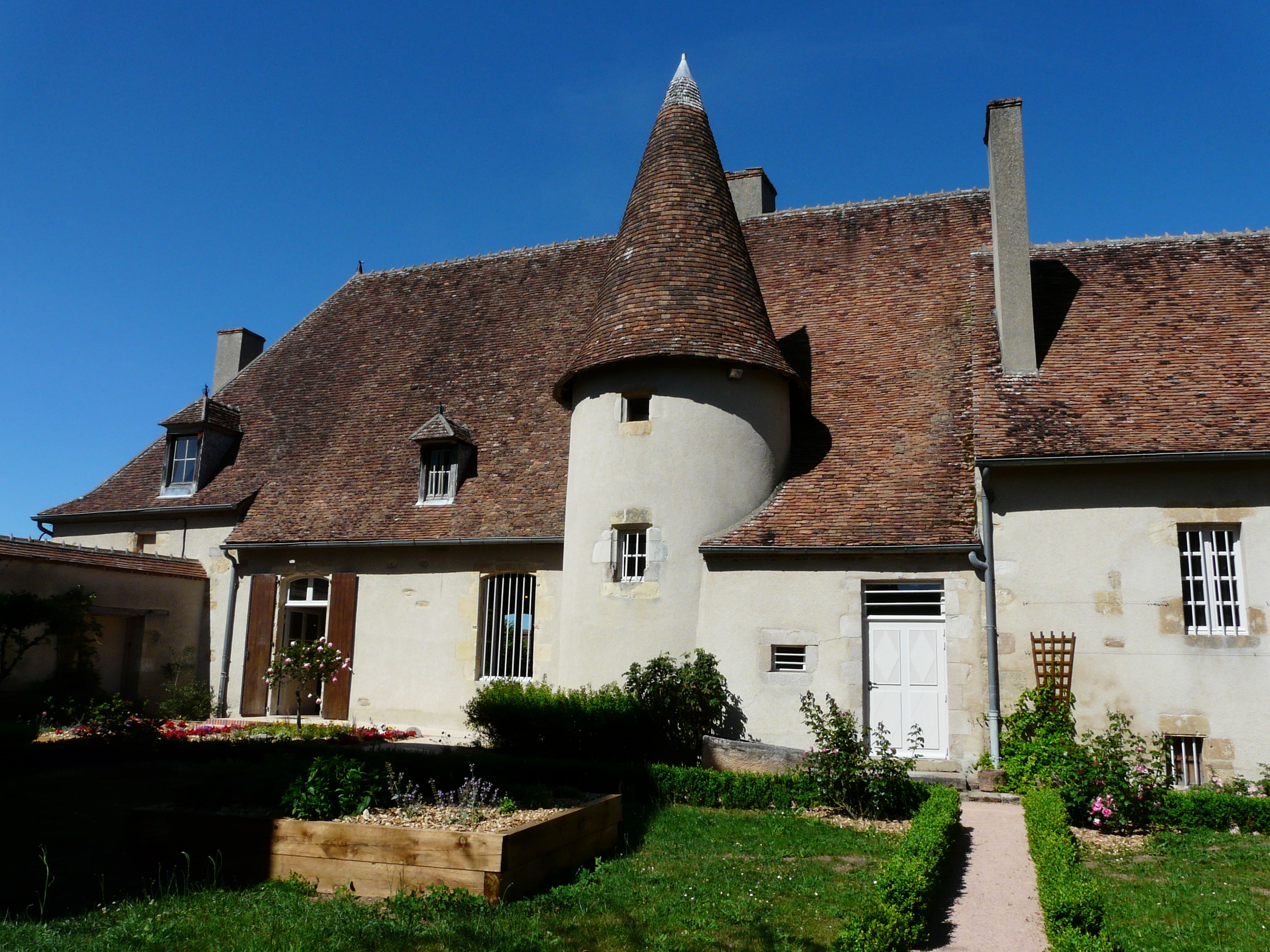
Le musée.
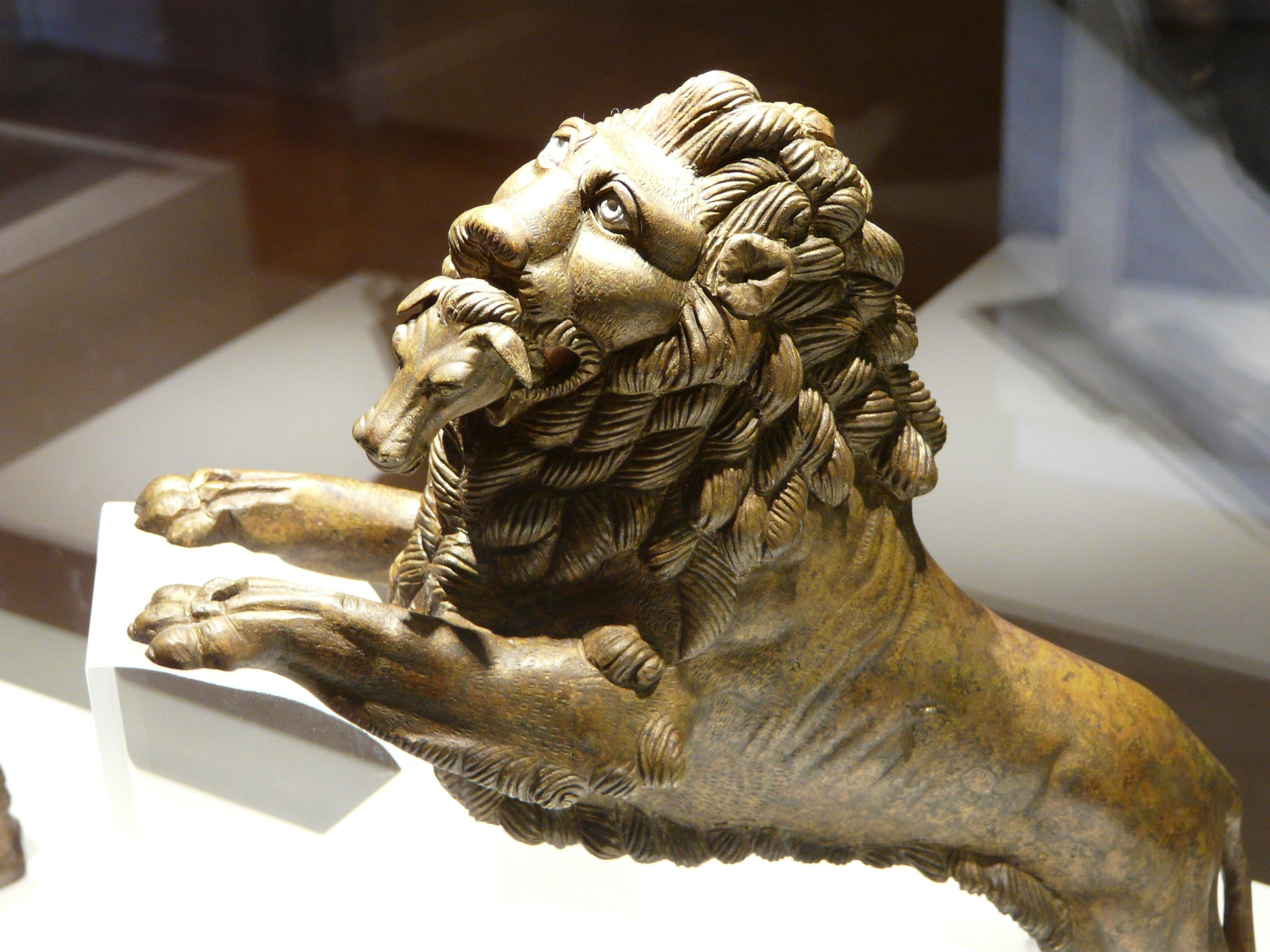
Lion en bronze.
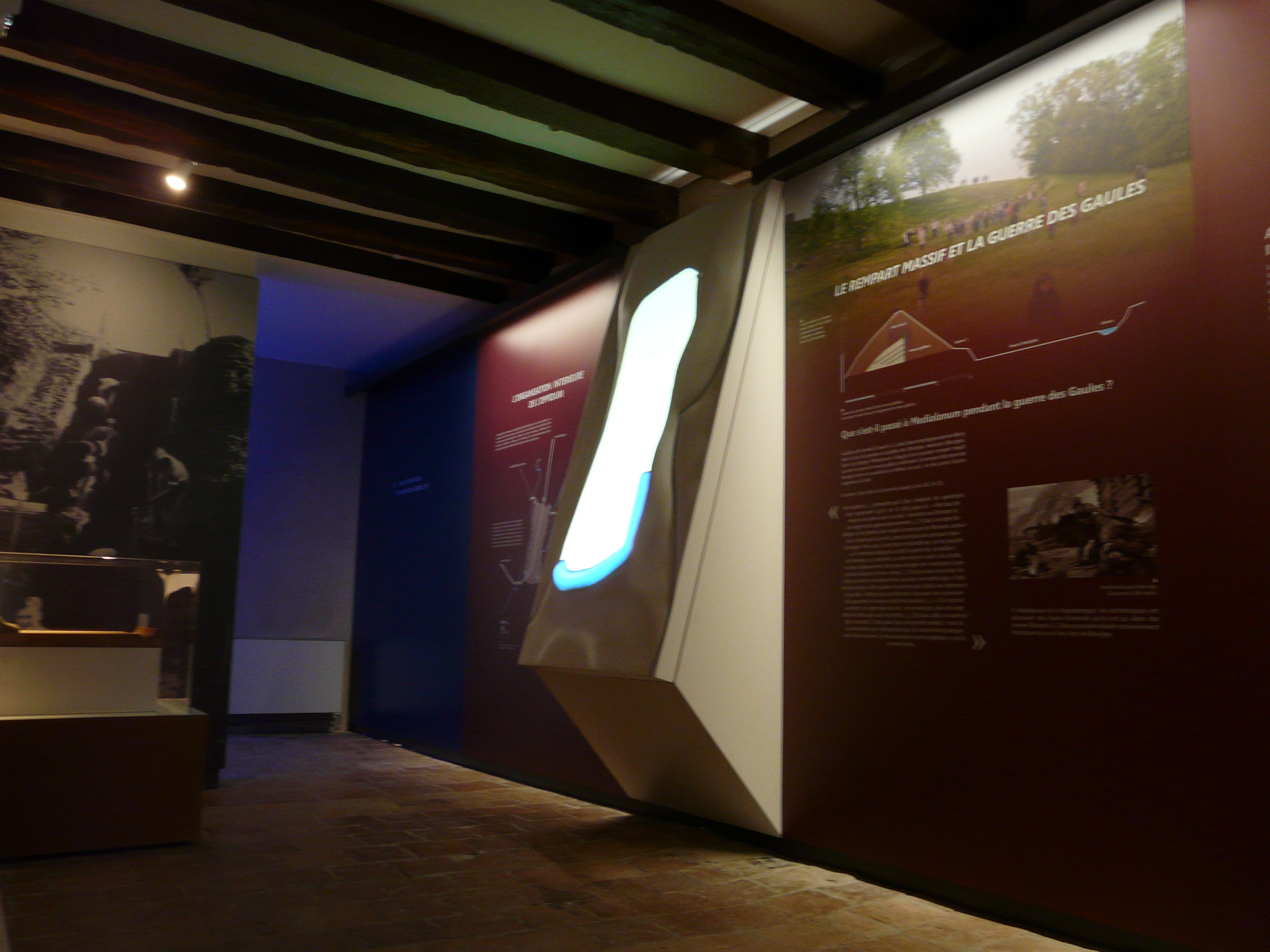
Salle de l'oppidum.
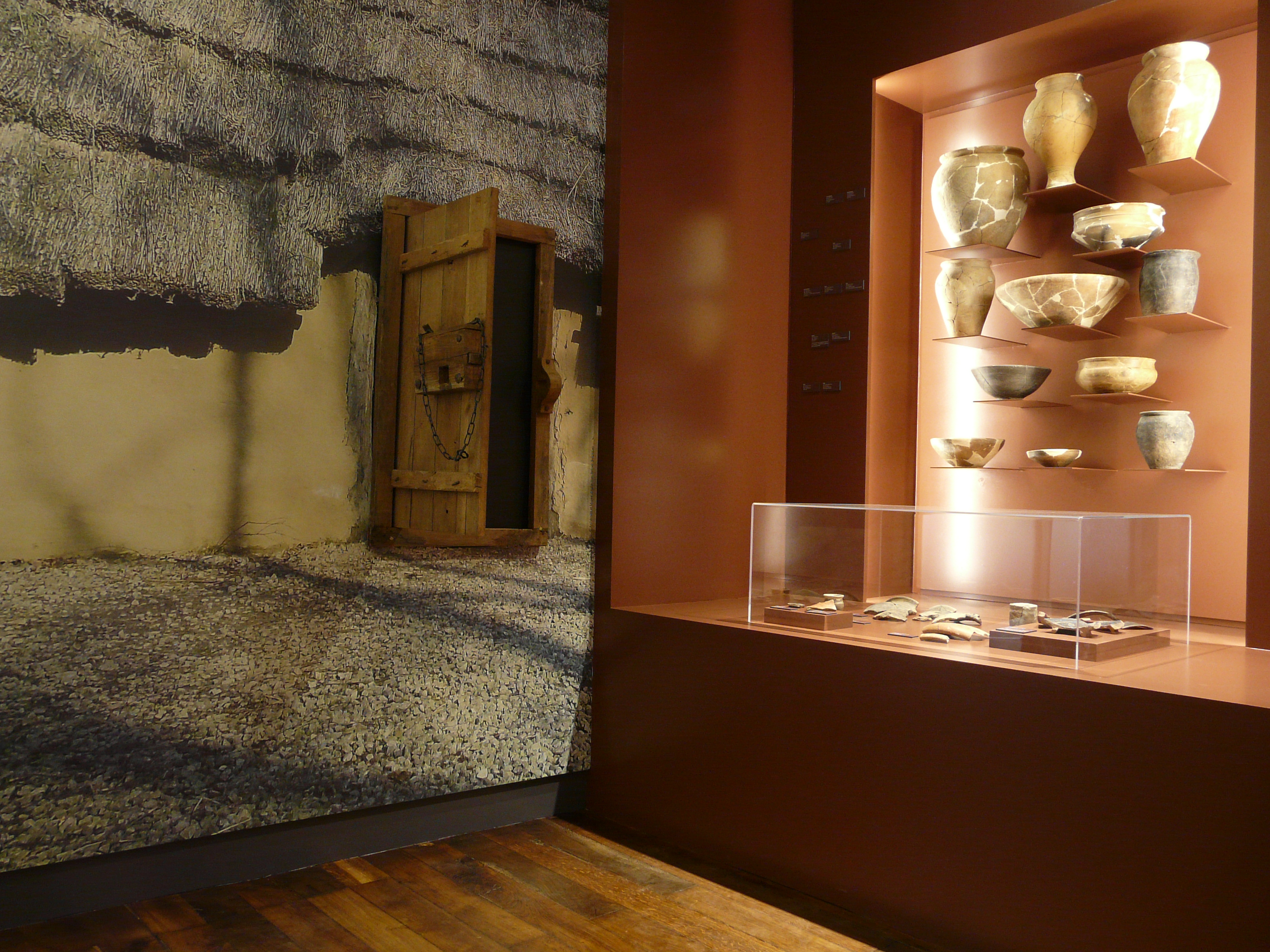
Salle de la vie domestique.

## Épineuil-le-Fleuriel
- Maison-école du Grand Meaulnes (Label Maisons des Illustres) : Musée ouvert en 1994, il est consacré à l'écrivain Henri Alain-Fournier qui y passa une partie de son enfance[11].

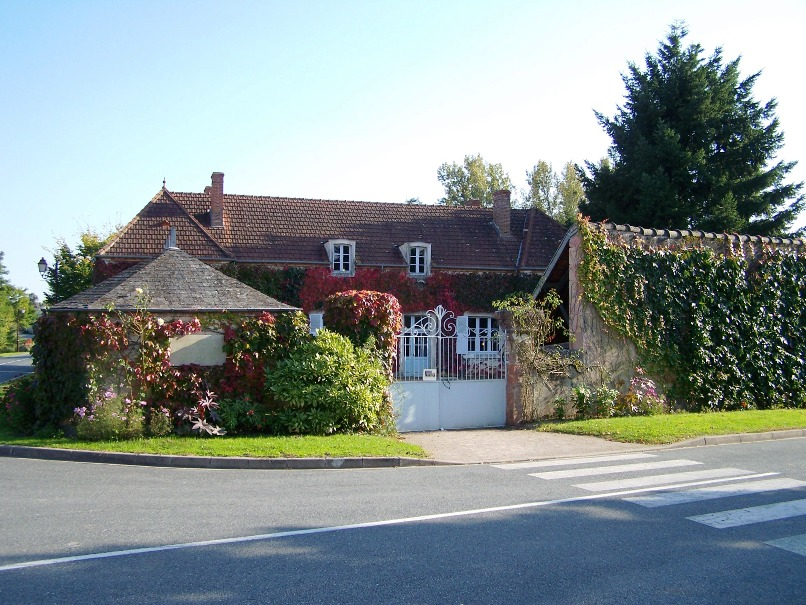
Maison-école du Grand Meaulnes.

## Foëcy
- Musée de la porcelaine : Musée consacré à l'artisanat et aux arts décoratifs liés à la porcelaine[12].

## Graçay
- Musée de la photographie : Ouvert depuis 1999, il présente des collections de matériel photographique[13].

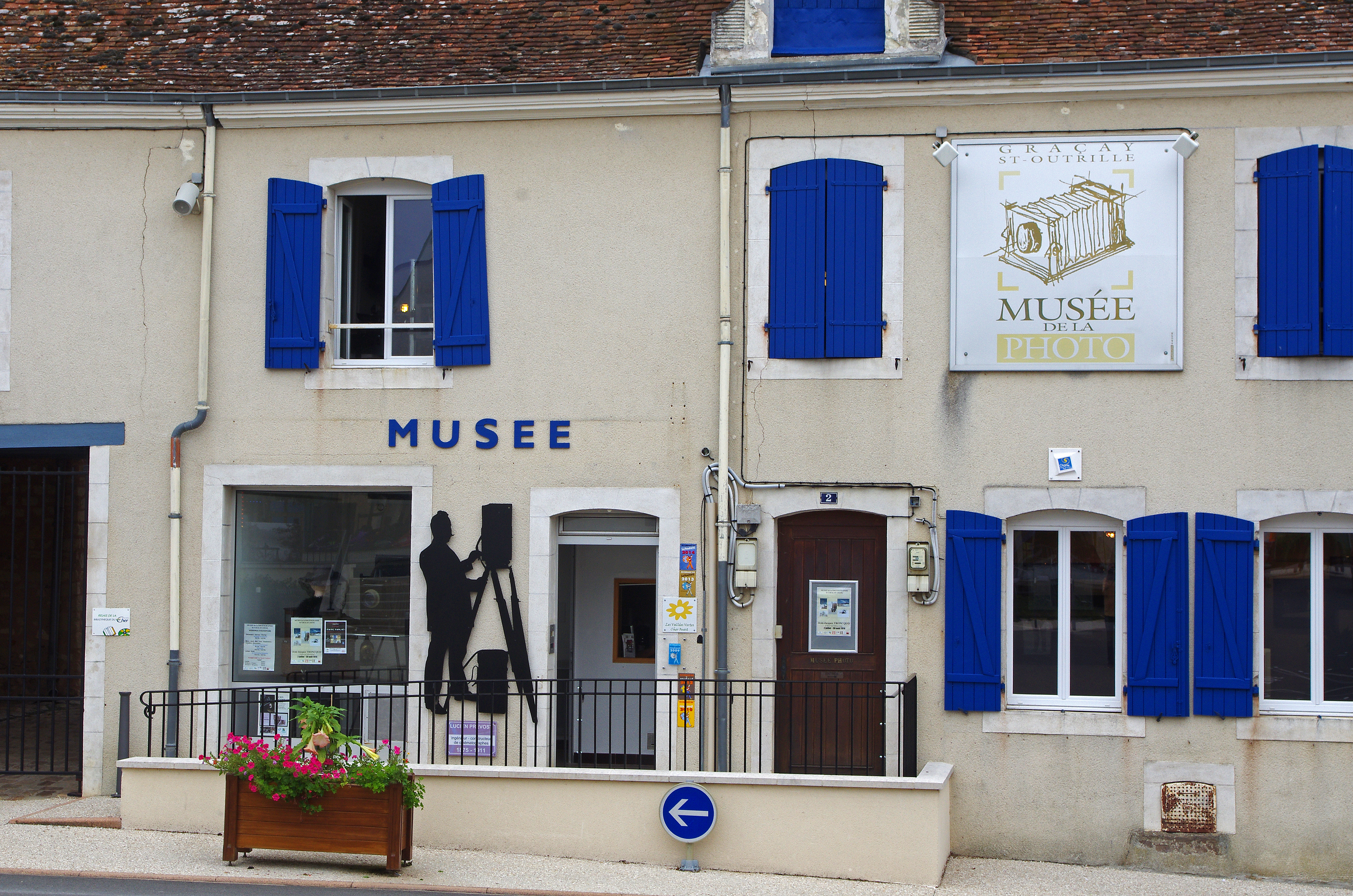
Le musée.
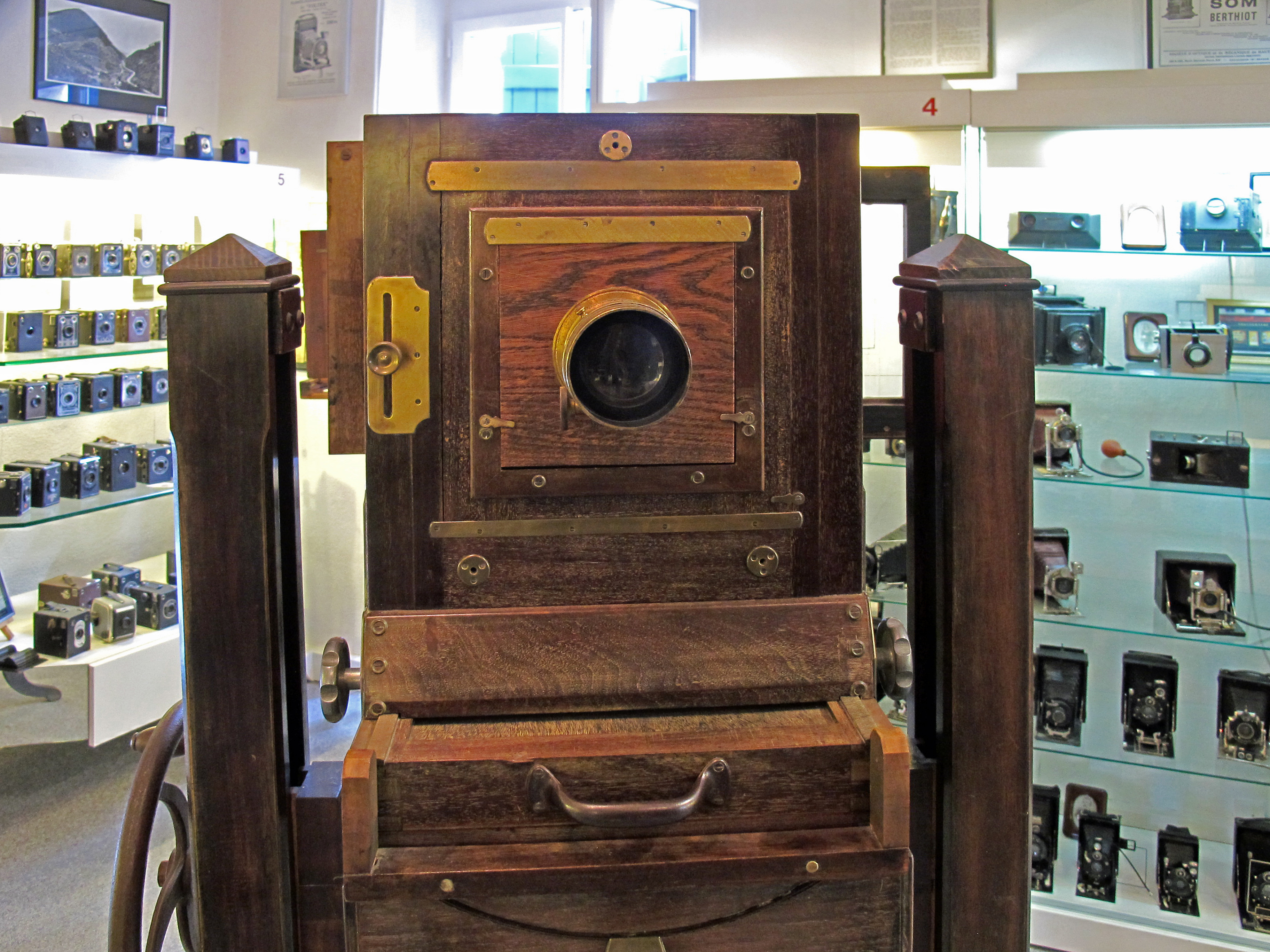
Plus de 3000 pièces.

## Grossouvre
- Espace Métal : Installé dans la Halle de Grossouvre, musée présentant l'histoire du fer et de la métallurgie[14].

## Henrichemont
- Musée de la Borne : Installé dans une chapelle-musée, il expose de la céramique et de la poterie[15].

## Le Châtelet
- Musée de la poterie des Archers, ouvert depuis juin 2005, a été réalisé dans la maison d'un potier du village des Archers qui a cessé son activité en 1943[16].

## Mehun-sur-Yèvre
- Musée Charles VII (Label Musée de France) : Musée archéologique au château de Mehun-sur-Yèvre[17].

## Meillant
- Château de Meillant : Un musée des Miniatures est présenté dans les dépendances du château[18].

## Saint-Amand-Montrond
- Musée Saint-Vic (Label Musée de France) : Musée d’histoire régionale et d’art[19].

## Saint-Georges-sur-la-Prée
- Musée de l’Ocre : Musée consacré à l'histoire et aux usages de l'ocre avec Le grenier du Musée évoquant l’habitat et la vie du village au cours des deux derniers siècles[20].

## Sainte-Montaine
- Musée Marguerite Audoux : Musée consacré à Marguerite Audoux (1863-1937), bergère devenue romancière et gagnante du Prix Femina de 1910[21].

## Touchay
- Musée aéronautique du Berry : créé en 1995 pour les avions, hélicoptères, planneurs des années 1950 et 1960 et leur équipement dans un hangar de 1000 m²[22].

## Vierzon
- Musée des Fours-Banaux : Petit musée ouvert en 1996 et présentant, en particulier, deux fours banaux du XVe siècle[23].
- Musée de Vierzon (Label Musée de France) : collections municipales sur l’histoire industrielle de la ville[24].

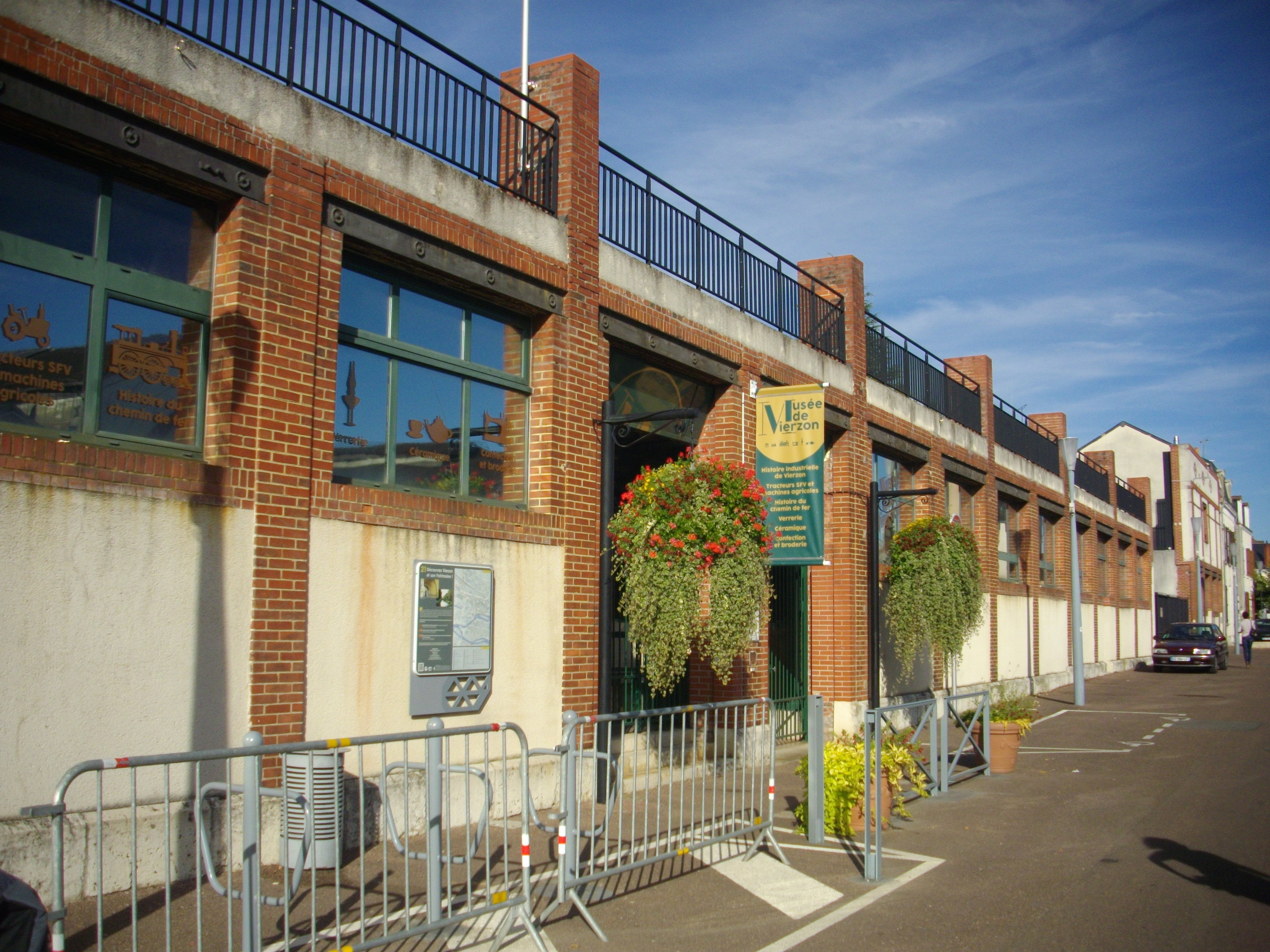
Musée de Vierzon.
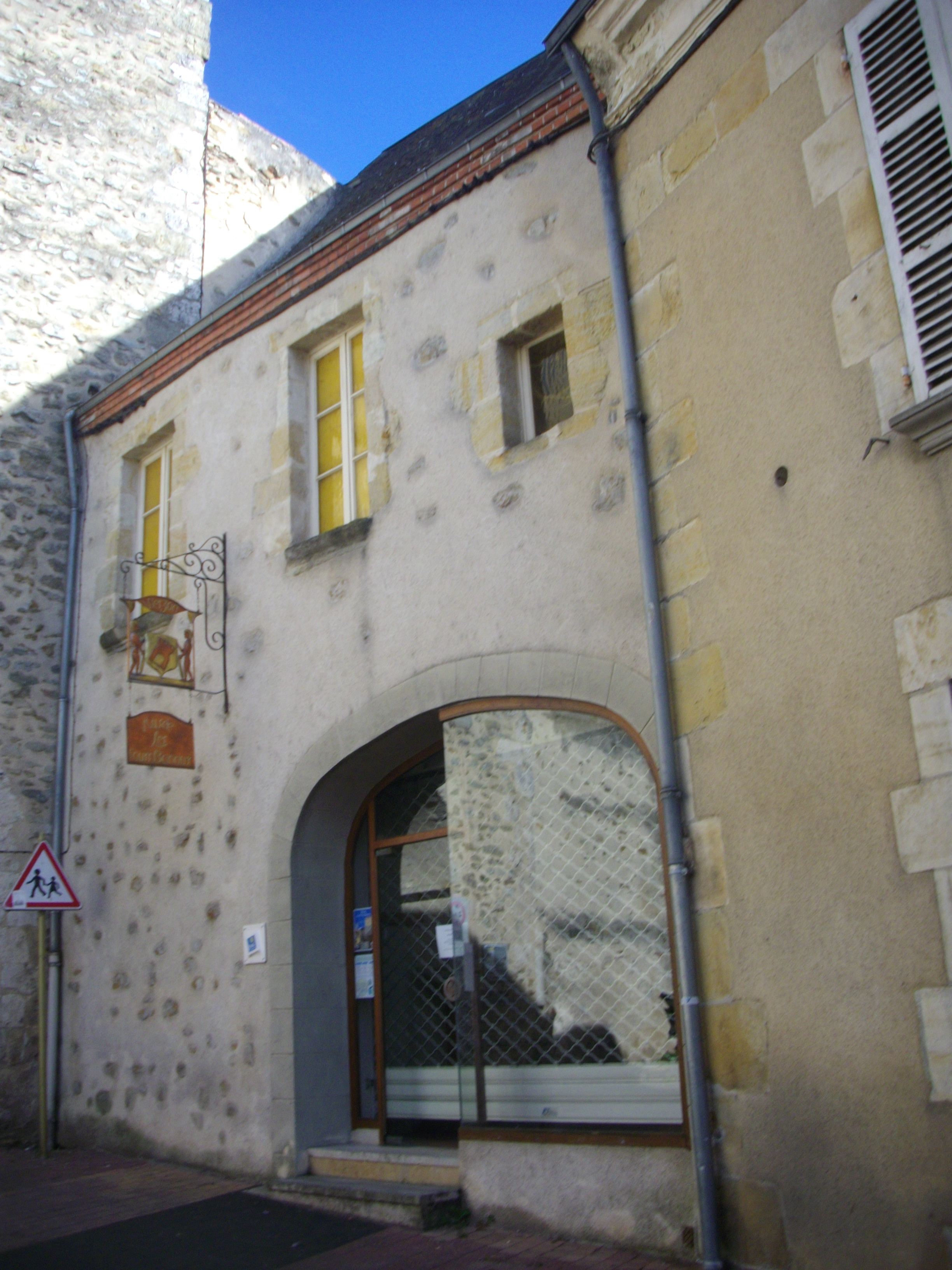
Musée des Fours-Banaux.